# 愛知原水協ビラ貼り事件
愛知原水協ビラ貼り事件（あいちげんすいきょうビラはりじけん）とは、愛知県で電柱に無断でビラ貼りしたことが軽犯罪法違反に問われた事件。軽犯罪法の該当規定が日本国憲法第21条に定める「表現の自由」および規定条文の文言が日本国憲法第31条（罪刑法定主義）に違反しているかどうかが争点となった。

## 概要
1964年7月3日夜に日本共産党の機関紙「アカハタ」配達員2人が愛知県稲沢市で電柱37本（中部電力、日本電信電話公社、稲沢市農協の所有）に「第10回原水爆禁止世界大会を成功させよう、愛知原水協」と印刷したビラ84枚を糊を使用して裏に全面に密着する方法で勝手に貼ったとして現行犯逮捕され、軽犯罪法違反で起訴された。
軽犯罪法第1条33号にはみだりに他人の家屋その他の工作物にはり札をした場合は30日未満の拘留か1000円未満の科料の刑事罰が規定されている。これに対し被告は、「ビラ貼りは原水爆禁止という主義、主張の表明で日本国憲法第21条が規定する表現の自由の権利行使であり、これを取り締まる軽犯罪法の規定は違憲である」「“みだりに”という不明確な法律表現で取締まるのは、法律の定めによらなければ罰せられないことを規定した日本国憲法第31条の規定に違反する」「自分たちだけを罰するのは特定な思想を弾圧する目的だ」として無罪を主張した。
1966年3月24日に一宮簡易裁判所は「ビラ貼りを禁止するのは個人の所有物が他人によって勝手に汚されるのを防ぐ公共の福祉保持のためで、そのために表現の自由がある程度制約を受けても違憲ではない。また“みだりに”は所有者、管理者の許可を得ず、社会通念上正当性のない場合をいう」として2人に対して拘留10日に処した。被告は控訴するも、1967年6月6日に名古屋高等裁判所は「都市の美観を傷つけた」という理由も加えて有罪判決を維持して控訴を棄却した。被告らは上告した。
1970年6月17日、最高裁判所は「軽犯罪法における“みだりに”は社会通念上正当な理由のない場合をいう」としたうえで「たとえ思想発表の手段であっても、他人の家屋や工作物に関する財産権、管理権を不当に害する者は許されない。従って、この程度の規制は公共の福祉の為、表現の自由に対する必要かつ合理的な制限で違憲ではない」として上告を棄却し、有罪判決が確定した。